# Rover P6
Rover P6 es un automóvil del segmento D producido por Rover desde 1963 hasta 1977 en Solihull, West Midlands, Gran Bretaña y diseñado principalmente por David Bache. Se fabricaron un total de 322.302 unidades y fue el ganador al Coche Europeo del Año en 1964.

## Historia
A principios de los años sesenta se buscaba un modelo para suceder al P5 (vendido bajo el nombre comercial de 3 litros), que fueron menos exigentes financieramente. Partiendo del enfoque tradicional, el motor delantero longitudinal y la tracción trasera, el P6, introdujo varias innovaciones. El cuerpo se compone de paneles atornillados a una estructura de soporte, la suspensión trasera era de Dion, los frenos eran de disco en todas las ruedas (con los traseros "interiores"), el motor era un cuatro cilindros en línea con árbol de levas en la cabeza, se habían formado las cámaras de combustión en la cabeza del pistón . Incluso los interiores fueron la vanguardia del estilo (diseño en forma de puente), ergonómicos (controles secundarios agrupados por función en la consola central) y la seguridad (columna de dirección colapsable y salpicadero acolchado). El último P6, el P6 3500 tuvo un buen lavado de cara.
La línea, diseñada por David Bache estaba en 3 volúmenes (con 4 puertas) y tenía un frente moderno (con pequeñas aletas originales en las defensas) y una cola clásica. En el debut (1963) estaba disponible solo con un único motor de carburador que funciona con 1978 cc de 87 CV, asociado a una caja manual de 4 velocidades o una transmisión automática de 3 velocidades. El P6, que se comercializa bajo el nombre de Rover ₩ 2000 ganando el título de Coche Europeo del Año en 1964 siendo el primer automóvil en ganar este título siendo el inicio de esta competición.
En 1966 se puso en marcha el 2000 TC (es decir "carburadores gemelos"), con 2 carburadores y un motor alimentado con potencia de 106 hp. El TC solo estaba disponible con una transmisión manual de 4 velocidades.
En 1968 se puso en marcha el Rover 3500, equipado con el V8 SOHC de aluminio (central) y de 3.532 cc a 146 CV . El 3500 V8 estaba disponible solo con transmisión automática de 3 velocidades y fue reconocido por la amplia entrada de aire por debajo del parachoques delantero.
En 1971, con el motivo de un nuevo diseño que involucró a toda la gama (nueva parrilla delantera, el nuevo panel de instrumentos, pintado en alféizares de color marrón oscuro o negro), también llegó el 3500 V8 S con el motor que aumentó a 150 caballos de fuerza y teniendo un manual de 4 velocidades en los engranajes .
La última adición fue la introducción en 1974 del Rover 2200 TC, con el motor de 4 cilindros bicarburador de 2.205 cm ³ a 115 CV.

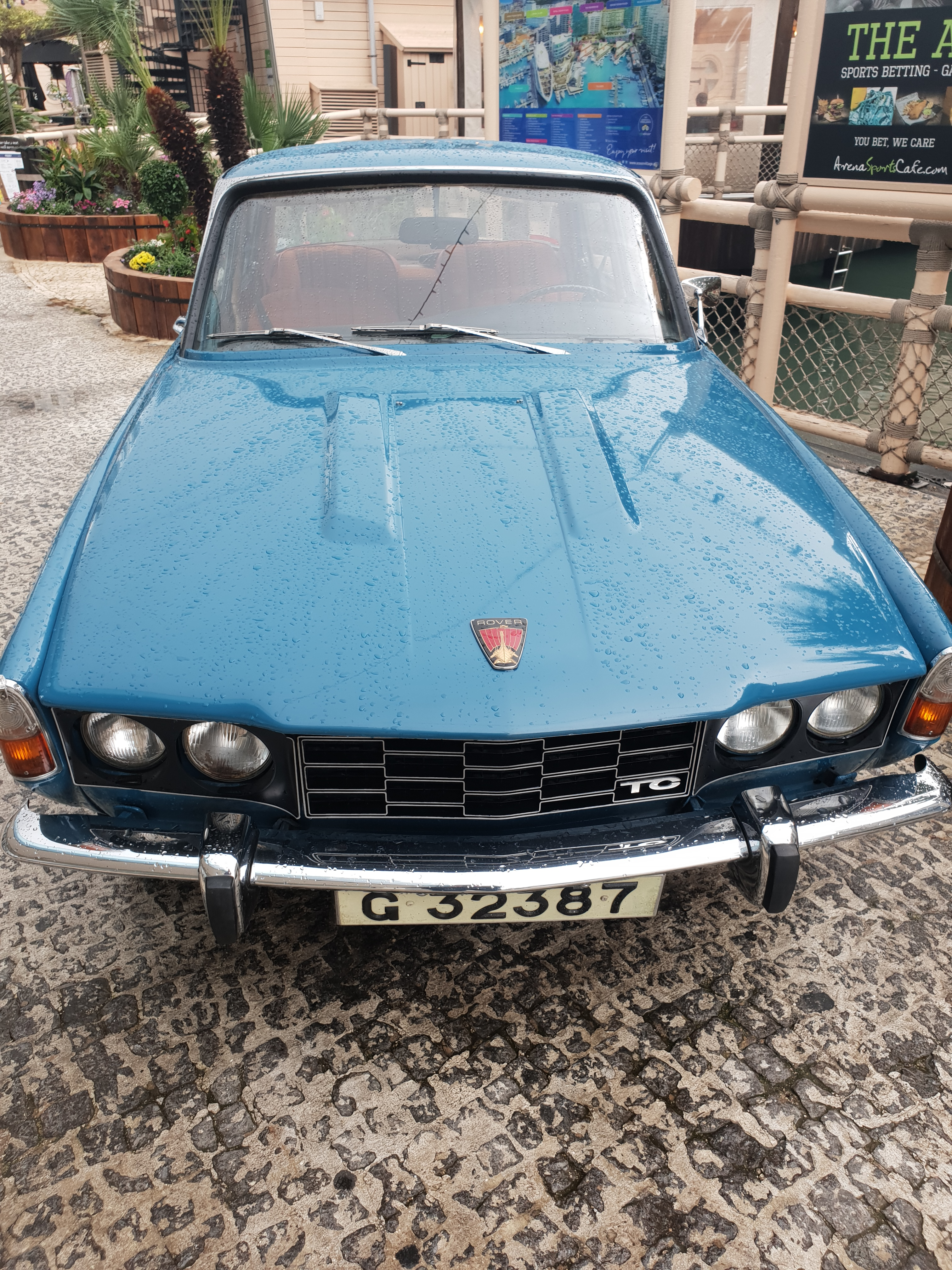
Vista frontal del Rover 2200 TC.

A este modelo le sucedió en 1977 el Rover SD1.
El modelo Rover P6B 3500,es quizás conocido por ser el coche de la Princesa Grace Kelly, cuyo deceso fue con el mismo a causa de un accidente automovilístico en 1982.